# (468340) 2016 EA65
(468340) 2016 EA65 es un asteroide perteneciente al cinturón de asteroides, descubierto el 9 de febrero de 2010 por el equipo Spacewatch desde el Observatorio Nacional de Kitt Peak (Arizona, Estados Unidos).